# Marcaltő
Marcaltő là một thị trấn thuộc hạt Veszprém, Hungary. Thị trấn này có diện tích 22,09 km², dân số năm 2010 là 790 người, mật độ 36 người/km².